# The Love Club EP
The Love Club EP är den EP som den nyzeeländska sångerskan Lorde debuterade med, ursprungligen som kostnadsfri nedladdning via ljuddelningssajten Soundcloud i november 2012. En kommersiell lansering följde i mars 2013 genom Universal.

## Låtlista
Alla låtar är skrivna och komponerade av Lorde och Joel Little. 
| Nr | Titel                | Längd |
| -- | -------------------- | ----- |
| 1. | Bravado              | 3:41  |
| 2. | Royals               | 3:10  |
| 3. | Million Dollar Bills | 2:18  |
| 4. | The Love Club        | 3:21  |
| 5. | Biting Down          | 3:33  |